# 앙그라 원자력 발전소
앙그라 원자력 발전소는 브라질의 유일한 원자력 발전소이다. 리우데자네이루주앙그라 두스 헤이스의 이타오르나 해변에 있는 알미란테 알바로 알베르투 원자력 발전소(CNAAA)에 위치한다. 이 발전소는 두 개의 가압수형 원자로(PWR)로 구성되어 있는데, 하나는 609 MWe의 순 출력을 내는 앙그라 I으로, 1985년에 처음 전력망에 연결되었으며, 다른 하나는 1,275 MWe의 순 출력을 내는 앙그라 II로, 2000년에 연결되었다.
예상 출력 1,245 MWe의 세 번째 원자로 앙그라 III 건설 작업은 1984년에 시작되었으나 1986년에 중단되었다. 2015년 가동을 목표로 2010년 6월 1일 재개되었으나 이후 2020년대까지 연기되었다. 건설은 2022년 11월에 재개되었다.

## 기존 단지
알미란테 알바로 알베르투 원자력 발전소 단지는 브라질의 원자력 발전 분야 독점 국영 기업인 일레트로뉴클레아르가 관리한다. 이 단지는 약 3,000명의 인력을 고용하고 있으며, 리우데자네이루주에서 10,000개의 간접 일자리를 창출한다.
앙그라 I은 미국웨스팅하우스 일렉트릭 코퍼레이션에서 구매했다 (자매 발전소는 슬로베니아의 크르슈코 원자력 발전소이다). 보조 기기 설계는 Gibbs and Hill(미국)이 PROMON Engenharia S.A.와 협력하여 하도급을 받았고, 건설은 Brasileira de Engenharia S.A.가 담당했다.
구매에는 민감한 원자로 기술 이전이 포함되지 않았다. 그 결과 앙그라 II는 1975년 에르네스투 가이제우 대통령이 서명한 브라질과 서독 간의 포괄적인 원자력 협정의 일환으로 콘보이 이전 독일 기술로 건설되었다. 이 단지는 총 출력 약 3,000 MWe의 3개 가압수형 원자로 유닛을 갖도록 설계되었으며, 1990년까지 건설될 4개의 원자력 발전소 중 첫 번째가 될 예정이었다.

## 원자로
이 발전소는 총 순용량 1,854 MWe의 두 개의 가동 중인 가압수형 원자로를 보유하고 있다. 각 유닛의 등급은 다음과 같다.
| 유닛       | 형식                   | 건설 시작      | 최초 임계       | 상업 운전      | 전력 (순) | 비고    |
| ---------- | ---------------------- | -------------- | --------------- | -------------- | --------- | ------- |
| 앙그라 – 1 | 웨스팅하우스 2루프 PWR | 1971년 5월 1일 | 1982년 3월 3일  | 1985년 1월 1일 | 609 MWe   | 가동 중 |
| 앙그라 – 2 | 지멘스 콘보이 이전 PWR | 1976년 1월 1일 | 2000년 7월 14일 | 2001년 2월 1일 | 1245 MWe  | 가동 중 |
| 앙그라 – 3 | 지멘스 콘보이 이전 PWR | 2010년 6월 1일 | –               | –              | 1405 MWe  | 건설 중 |

## 향후 개발

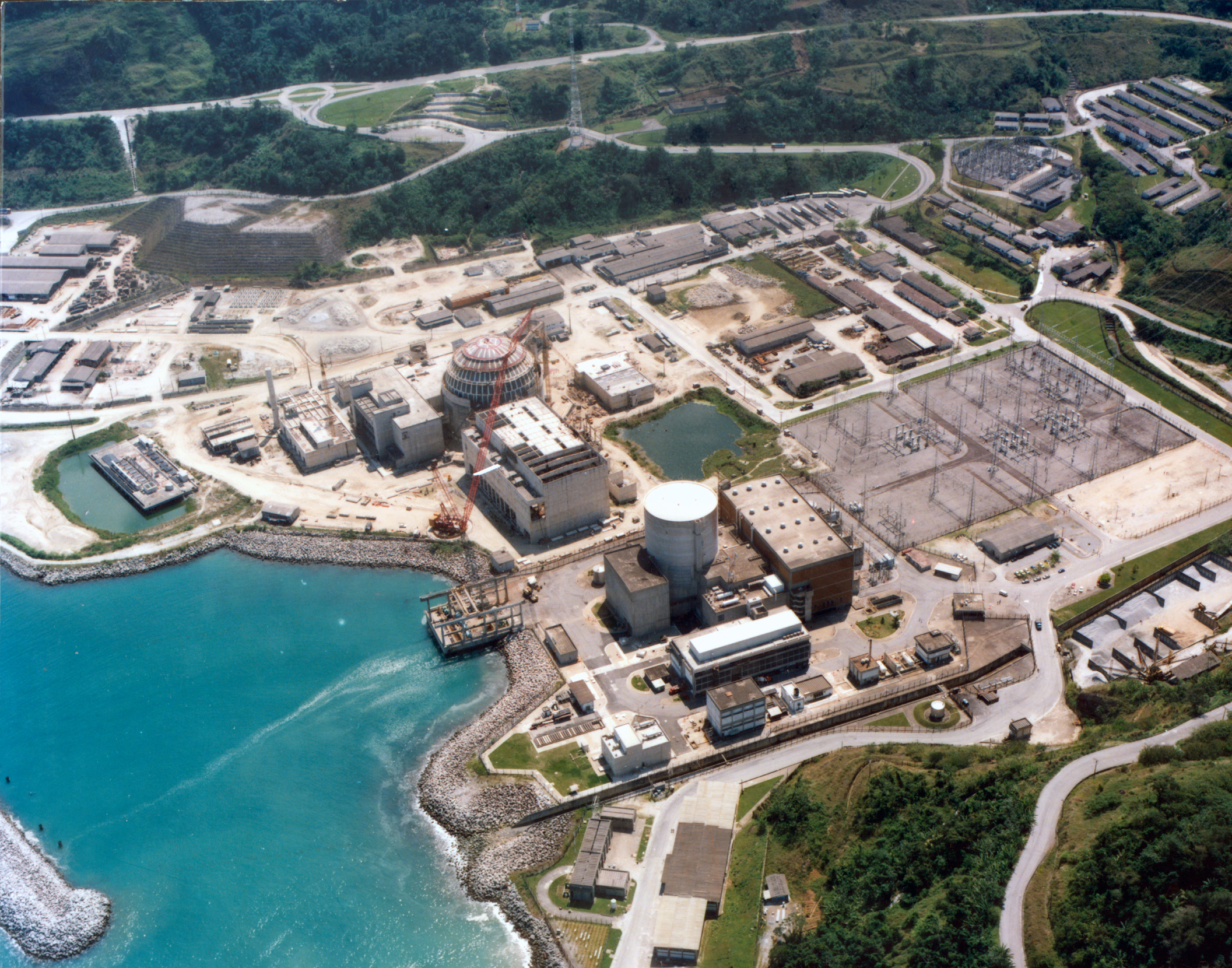
1990년대 앙그라 II 건설 현장

앙그라 III 개발은 1984년에 지멘스/KWU 가압수형 원자로로 시작되었으나 1986년에 중단되었다. 발전소 장비의 약 70%는 1985년에 구매되었으나 그 이후로 보관 상태에 있었다. 2007년 6월, 에너지 정책 국가위원회에서 작업 재개를 승인했지만 다시 중단되었다. 2010년 5월 31일, 국가 핵에너지 위원회는 세 번째 원자로 건설 면허를 부여했다. 1,350 MWe 용량의 원자로 건설은 2010년 6월 1일에 시작되었으며 2018년까지 가동될 것으로 예상되었다.
2014년 건설 중단 후, 브라질 정부는 2018년 미완성 발전소를 민간 투자자에게 경매에 부치기로 결정했다. 이 일정과 완료해야 할 건설 작업량을 고려할 때, 에너지 차관은 2023년까지 완료될 것으로 예상했다.
2021년 11월, 브라질 정부는 앙그라 III의 완공 일정을 2026-27년으로 재조정하고, 2031년에 개장할 네 번째 원자력 발전소 건설을 발표했다. 2022년 2월, 원자로 완공을 담당할 컨소시엄이 계약에 합의했으며, 이는 2026년에 원자로 가동을 시작할 수 있도록 계획되어 있다.

## 같이 보기
- 브라질의 발전소 목록
- 원자력 발전소 목록
- 브라질의 핵 활동